# Mecz Gwiazd Polskiej Ligi Koszykówki 2011
Mecz Gwiazd Polskiej Ligi Koszykówki 2011 – 18. mecz Gwiazd Polskiej Ligi Koszykówki rozegrany 16 stycznia 2011 w Kaliszu, w hali Kalisz Arena; transmisję meczu przeprowadziła stacja TVP Sport.
Spotkanie odbyło się w konwencji Północ–Południe. Zwycięstwo odniósł zespół Południa, który pokonał Północ 119:117. MVP spotkania został Harding Nana z drużyny Południa, który zdobył 24 punkty, miał 7 zbiórek, 3 przechwyty i 1 blok.
Ponadto rozegrane zostały także konkursy wsadów oraz rzutów za 3 punkty. W konkursie wsadów zwycięstwo odniósł streetballowiec Łukasz Biedny, który pokonał Camerona Bennermana i Eddiego Millera.
W rywalizacji o tytuł najlepszego zawodnika rzucającego za 3 punkty wygrał Darnell Hinson, który wyprzedził Andrzeja Plutę i Ivana Koljevicia.

## Miejsce organizacji
Do organizacji Meczu Gwiazd Polskiej Ligi Koszykówki 2011 pretendowały Zielona Góra, Katowice, Wrocław, Poznań i Kalisz. Przeprowadzenie imprezy sportowej w proponowanym przez Polską Ligę Koszykówki terminie nie było jednak możliwe zarówno w Katowicach, gdzie niedostępny był Spodek, jak i Wrocławiu, gdzie trwał remont Hali Ludowej. W związku z tym głównym kandydatem do organizacji zawodów była zielonogórska hala MOSiR. Ostatecznie jednak Polska Liga Koszykówki zdecydowała, że zawody zostaną rozegrane w hali Kalisz Arena w Kaliszu, która może pomieścić 3164 widzów. Był to pierwszy w historii Mecz Gwiazd PLK rozegrany w tym mieście.

## Uczestnicy

### Głosowanie

#### Zasady
Głosowanie na uczestników Meczu Gwiazd PLK 2011, w przeciwieństwie do rozgrywanego rok wcześniej Meczu Gwiazd PLK 2010, oprócz metody esemesowej odbywało się także za pomocą specjalnie w tym celu utworzonej strony internetowej meczgwiazd.plk.pl. W głosowaniu mógł wziąć udział każdy, a jego uczestnicy wybierali wyjściowe składy obu drużyn. Kibice mogli także głosować na uczestników konkursu wsadów, jednak ich wybór miał charakter doradczy dla zarządu Polskiej Ligi Koszykówki, który ustalał ostateczną listę uczestników.

#### Nominowani
Polska Liga Koszykówki nominowała 60 zawodników występujących w lidze, spośród których głosujący mogli wybierać pierwsze piątki obu drużyn. W gronie tym znalazło się po 30 zawodników z Północy i 30 z Południa, z czego po 12 wśród obwodowych i skrzydłowych oraz po sześciu wśród środkowych.

##### Północ

###### Obwodowi
- Cameron Bennerman, Energa Czarni Słupsk
- Jerel Blassingame, Energa Czarni Słupsk
- Mantas Česnauskis, Energa Czarni Słupsk
- Kamil Chanas, Polpharma Starogard Gdański
- Daniel Ewing, Asseco Prokom Gdynia
- Anthony Fisher, Kotwica Kołobrzeg
- Winsome Frazier, AZS Koszalin
- Giedrius Gustas, Trefl Sopot
- Igor Miličić, AZS Koszalin
- Ted Scott, Kotwica Kołobrzeg
- Robert Skibniewski, Polpharma Starogard Gdański
- Deonta Vaughn, Polpharma Starogard Gdański

###### Skrzydłowi
- Zbigniew Białek, Energa Czarni Słupsk
- Slaviša Bogavac, AZS Koszalin
- Tomasz Cielebąk, Polpharma Starogard Gdański
- Filip Dylewicz, Trefl Sopot
- J.R. Giddens, Asseco Prokom Gdynia[b]
- Michael Hicks, Polpharma Starogard Gdański
- Jan-Hendrik Jagla, Asseco Prokom Gdynia[b]
- Lawrence Kinnard, Trefl Sopot
- Paweł Leończyk, Energa Czarni Słupsk
- George Reese, AZS Koszalin
- Marcin Stefański, Trefl Sopot
- Adam Waczyński, Trefl Sopot

###### Środkowi
- Kirk Archibeque, Polpharma Starogard Gdański
- Dragan Ćeranić, Trefl Sopot
- Bryan Davis, Energa Czarni Słupsk
- Darrell Harris, Kotwica Kołobrzeg
- Adam Łapeta, Asseco Prokom Gdynia
- Ratko Varda, Asseco Prokom Gdynia

##### Południe

###### Obwodowi
- Dardan Berisha, Anwil Włocławek
- Darnell Hinson, Polonia Warszawa
- Walter Hodge, Zastal Zielona Góra
- Ivan Koljević, PGE Turów Zgorzelec
- David Jackson, PGE Turów Zgorzelec
- Eddie Miller, PBG Basket Poznań
- Marcin Nowakowski, Polonia Warszawa
- Stanley Pringle, Siarka Tarnobrzeg
- Andrzej Pluta, Anwil Włocławek
- Chris Thomas, Anwil Włocławek
- Torey Thomas, PGE Turów Zgorzelec
- D.J. Thompson, Anwil Włocławek

###### Skrzydłowi
- Marko Brkić, PGE Turów Zgorzelec
- Jakub Dłoniak, Zastal Zielona Góra
- Žarko Čomagić, Zastal Zielona Góra
- Tony Easley, Polonia Warszawa
- Kevin Goffney, Siarka Tarnobrzeg
- Nikola Jovanović, Anwil Włocławek
- Harding Nana, Polonia Warszawa
- Piotr Stelmach, PBG Basket Poznań
- Louis Truscott, Siarka Tarnobrzeg
- Daniel Wall, Siarka Tarnobrzeg
- Łukasz Wichniarz, Polonia Warszawa
- Konrad Wysocki, PGE Turów Zgorzelec

###### Środkowi
- Chris Burgess, Zastal Zielona Góra
- Eric Hicks, Anwil Włocławek
- Paul Miller, Anwil Włocławek
- Patrick Okafor, PBG Basket Poznań
- Vladimir Tica, PBG Basket Poznań
- Ivan Žigeranović, PGE Turów Zgorzelec

##### Przebieg głosowania
Wybór uczestników Meczu Gwiazd PLK 2011 przeprowadzony został metodą głosowania, które rozpoczęło się 20 grudnia 2010, a zakończyło 5 grudnia 2011 o godzinie 23:59. Dwukrotnie, 27 grudnia 2010 i 3 stycznia 2011, opublikowane zostały wyniki cząstkowe.
W czasie pierwszego tygodnia głosowania najwięcej głosów otrzymali Chris Burgess i Walter Hodge. W pierwszym składzie Północy znaleźliby się wówczas Cameron Bennerman, Zbigniew Białek, Bryan Davis, Daniel Ewing i J.R. Giddens, a w pierwszej piątce Południa Hodge, Burgess, Jakub Dłoniak, Andrzej Pluta oraz Harding Nana. Z kolei w głosowaniu na uczestników konkursu wsadów liderem był Bennerman, który otrzymał 61,6 procenta głosów.
Po dwóch tygodniach głosowania nadal najwięcej głosów mieli Burgess i Hodge. W pierwszym składzie Północy znaleźliby się wówczas Igor Miličić, Slavisa Bogavac, Bennerman, Białek oraz Ratko Varda, a w pierwszej piątce Południa Hodge, Burgess, Dłoniak, Pluta i Nana. Z kolei Bennerman również utrzymał prowadzenie w głosowaniu na uczestników konkursu wsadów. W porównaniu z poprzednim notowaniem nie zmieniło się zestawienie potencjalnej pierwszej piątki Południa, a w drużynie z Północy Miličić, Bogavac i Varda wyprzedzili Ewinga, Giddensa i Davisa. Ponadto w wyniku rozwiązania kontraktów z Asseco Prokomem Gdynia i odejściem z ligi Jagli oraz Giddensa, wszystkie głosy oddane na tych zawodników zostały anulowane.
Zgodnie z regulaminem głosowanie zostało zakończone 5 stycznia 2011 o godzinie 23:59. Oficjalne wyniki, a także listy uczestników konkursów wsadów i rzutów za 3 punkty, zostały opublikowane 11 stycznia 2011, podczas konferencji prasowej w Warszawie. Łącznie w głosowaniu przez Internet uczestniczyło 7527 osób, a w głosowaniu esemesowym 1841. W sumie oddano 88779 głosów, co stanowi rekord w historii Meczów Gwiazd Polskiej Ligi Koszykówki.
Najwięcej głosów w głosowaniu na uczestników Meczu Gwiazd PLK 2011 otrzymał Igor Miličić (2745), który wyprzedził Waltera Hodge'a (2559) i Slavisę Bogavaca (2425). W wyniku głosowania w pierwszym składzie Północy wystąpili Miličić, Bennerman, Bogavac, Białek i Varda, a w pierwszej piątce Południa Hodge, Pluta, Nana, Dłoniak i Burgess. Najwięcej głosów w głosowaniu na uczestników konkursu wsadów otrzymał Cameron Bennerman (1791), który wyprzedził Bryana Davisa (1373) i Eddie Millera (1280). Łącznie uczestniczyło tutaj 2917 osób, które oddały swoje głosy.

#### Składy
Oficjalne składy obu drużyn zostały podane 11 stycznia 2011 podczas konferencji w Warszawie. Pierwsze piątki obu zespołów wybrali w głosowaniu kibice, a zawodników rezerwowych zarząd Polskiej Ligi Koszykówki. Z udziału w spotkaniu wycofali się: Kevin Goffney (z powodu kontuzji kolana), którego zastąpił Ivan Koljević oraz Mantas Česnauskis (z powodu choroby), którego zastąpić miał Jerel Blassingame. Ostatecznie w meczu nie wystąpił także Blassingame, który dwa dni przed spotkaniem doznał kontuzji łąkotki. Trenerami zespołów, zgodnie z wcześniej przyjętymi zasadami, zostali trenerzy drużyn, które zajmowały najwyższe miejsca ze swoich części kraju w tabeli Polskiej Ligi Koszykówki na dzień 4 stycznia 2011. Byli to Dainius Adomaitis (Północ) i Jacek Winnicki (Południe).

##### Północ
| Pierwsza piątka - Igor Miličić - Cameron Bennerman - Slaviša Bogavac - Zbigniew Białek - Ratko Varda | Rezerwowi - Daniel Ewing - Jerel Blassingame - Filip Dylewicz - Michael Hicks - Bryan Davis - Ted Scott - Adam Waczyński |

##### Południe
| Pierwsza piątka - Walter Hodge - Andrzej Pluta - Harding Nana - Jakub Dłoniak - Chris Burgess | Rezerwowi - Torey Thomas - Eddie Miller - Darnell Hinson - Ivan Koljević - Nikola Jovanović - Marko Brkić - Tony Easley |

## Przebieg zawodów

### Konkurs rzutów za 3 punkty

#### Eliminacje
Eliminacje konkursu wsadów odbyły się 15 stycznia 2011 o godzinie 14:30 w hali Zespołu Szkół Samochodowych w Kaliszu. Wystartowało w nich sześciu koszykarzy grających w Kaliskiej Amatorskiej Lidze Koszykówki: Patryk Kowalski, Piotr Satanowski, Kamil Stasik, Paweł Kawczyński, Adrian Kruszankin oraz Marek Szczepański. W pierwszej rundzie najlepszy okazał się Satanowski (16 punktów), który wyprzedził Kowalskiego (12 punktów). W finale obaj uzyskali takie same rezultaty, dzięki czemu zwycięstwo odniósł Satanowski, który wystąpił w rozgrywanym dzień później konkursie rzutów za 3 punkty.

#### Uczestnicy
- Eddie Miller
- Ivan Koljević
- Darnell Hinson[e]
- Andrzej Pluta
- Michael Hicks[20]
- Piotr Satanowski

#### Przebieg
Konkurs rzutów za 3 punkty podczas Meczu Gwiazd Polskiej Ligi Koszykówki 2011 był 14. takim konkursem w historii Meczów Gwiazd Polskiej Ligi Koszykówki. Głównym faworytem był Andrzej Pluta. Wcześniej sześciokrotnie wygrywał on tego typu konkursy rozgrywane podczas Meczów Gwiazd Polskiej Ligi Koszykówki, od 2000 przegrywając tylko raz, w 2007, gdy po dogrywce pokonał go Iwo Kitzinger. Każdy uczestnik konkursu wykonywał 25 rzutów (po 5 z każdej z 5 pozycji), z których za każdy celny rzut, oprócz ostatniego z danej pozycji, który był punktowany podwójnie, otrzymywał 1 punkt. Finałowe eliminacje odbyły się w niedzielę, 16 stycznia, o godzinie 17:03. Zwyciężyli w nich ex aequo Pluta i Ivan Koljević (obaj po 21 punktów), dzięki czemu wywalczyli awans do finału. Pozostałych czterech zawodników uczestniczyło w dodatkowych barażach, rozegranych w przerwie między pierwszą a drugą kwartą Meczu Gwiazd. Każdy zawodnik wykonywał po pięć rzutów z jednej pozycji, a dodatkowo taką samą liczbę rzutów wykonywał kibic pomagający danemu zawodnikowi. W tej rywalizacji najlepszy okazał się Darnell Hinson, wspólnie z kibicem o imieniu Rafał (4 punkty), dzięki czemu awansował do finału. W ostatecznej rywalizacji, która odbyła się w przerwie między trzecią a czwartą kwartą meczu jako pierwszy rzuty wykonywał Hinson. W swojej próbie wyrównał on wynik Pluty i Koljevicia z eliminacji (21 punktów). Jako drugi rzucał Koljević, który zdobył 18 punktów. Jako ostatni swoje rzuty wykonywał Pluta, jednak zdobył 19 punktów i stracił na rzecz Hinsona tytuł najlepiej rzucającego za 3 punkty zawodnika Polskiej Ligi Koszykówki.

### Konkurs wsadów

#### Eliminacje
Eliminacje konkursu wsadów odbyły się 15 stycznia 2011 o godzinie 12 w hali Zespołu Szkół Samochodowych w Kaliszu. Wystartowali w nich polscy zawodnicy streetballowi: Piotr Nawojski, Łukasz Biedny, Emil Olszewski, Mirosław Śleziak i Maciej Patyk. Głównym faworytem do zwycięstwa był Emil Olszewski, mistrz Polski w tej konkurencji. W eliminacjach zdobył on w trzech próbach 144 punkty (na 150 możliwych), co było najlepszym wynikiem. Nie awansował jednak do rywalizacji finałowej, w której ostatecznie wystartowali Piotr Nawojski i Łukasz Biedny, gdyż o awansie decydowała suma punktów zgromadzonych w dwóch najlepszych próbach (Nawojski i Biedny uzyskali maksymalną wartość 100 punktów, podczas gdy Olszewski zdobył w sumie 98 punktów). Zwycięstwo w tej rywalizacji odniósł Biedny, który w 2 próbach finału eliminacji zdobył 94 punkty (wsady wykonane przez Nawojskiego zostały ocenione na 85 punktów), dzięki czemu 16 stycznia wystartował w konkursie wsadów podczas Meczu Gwiazd PLK 2011.

#### Uczestnicy
- Bryan Davis
- Ted Scott
- Cameron Bennerman
- Eddie Miller
- Tony Easley[20]
- Łukasz Biedny

#### Przebieg
Konkurs wsadów podczas Meczu Gwiazd Polskiej Ligi Koszykówki 2011 był 15. takim konkursem w historii Meczów Gwiazd Polskiej Ligi Koszykówki. Głównymi faworytami do zwycięstwa byli Cameron Bennerman oraz zwycięzca poprzedniej edycji Eddie Miller. W eliminacjach głównego konkursu, które rozpoczęły się w niedzielę, 16 stycznia, o godzinie 17:20, zawodnicy wykonywali po 2 próby oceniane w skali od 0 do 5 punktów przez 5 sędziów: Macieja Zielińskiego, Adama Wójcika, Janusza Pęcherza, Dariusza Grodzińskiego oraz Jacka Jakubowskiego. W przypadku nieudanej próby wykonania wsadu zawodnik otrzymywał 0 punktów. Do finałowej rywalizacji awansowało 3 zawodników z najwyższą sumą punktów zdobytych w 2 próbach eliminacyjnych – Łukasz Biedny (46 na 50 możliwych punktów), Bennerman (44 punkty) oraz Miller (42 punkty). Z dalszej rywalizacji odpadli Bryan Davis (17 punktów) oraz Ted Scott (0 punktów). Finał konkursu wsadów podczas Meczu Gwiazd Polskiej Ligi Koszykówki 2011 rozegrano w przerwie między II a III kwartą meczu. Podobnie jak w eliminacjach 2 próby zawodników oceniało 5 sędziów: Zieliński, Wójcik, Pęcherz, Jakubowski oraz Marek Feruga, który zastąpił Dariusza Grodzińskiego. Do końcowego wyniku zawodników, oprócz wyników uzyskanych w finale, zaliczano także punkty zdobyte w eliminacjach. Rywalizację wygrał Łukasz Biedny, który w finale zdobył maksymalną ilość 50 punktów, co łącznie z wynikiem z eliminacji pozwoliło mu zgromadzić 96 na 100 możliwych punktów. W pierwszej finałowej próbie wykonał on wsad nad dwoma kolegami, a w drugiej przeskoczył nad grupą cheerleaderek i maskotką imprezy. Drugą pozycję zajął Bennerman gromadząc w sumie 87 punktów, a trzeci był Miller (67 punktów). Biedny został piątym Polakiem w historii, który wygrał konkurs wsadów podczas Meczu Gwiazd PLK i pierwszym amatorem, który tego dokonał.

### Mecz Gwiazd
| 16 stycznia 201118:20 | Północ                                                         | 117:119(29:27, 34:28, 25:33, 29:31) | Południe                                                 | Kalisz Arena, Kalisz Widzów: ok. 3000 Sędzia: - Jakub Zamojski - Artur Fiedler - Dariusz Zapolski |
| 16 stycznia 201118:20 | Pkt:Cameron Bennerman 22 Zb:Filip Dylewicz 6 As:Igor Miličić 6 | 117:119(29:27, 34:28, 25:33, 29:31) | Pkt:Harding Nana 24 Zb:Harding Nana 7 As:Ivan Koljević 6 | Kalisz Arena, Kalisz Widzów: ok. 3000 Sędzia: - Jakub Zamojski - Artur Fiedler - Dariusz Zapolski |

Pogrubienie – oznacza zawodnika składu podstawowego

Trener Północy: Dainius Adomaitis (Energa Czarni Słupsk) 

Trener Południa: Jacek Winnicki (PGE Turów Zgorzelec)
| Północ – 117      | Północ – 117         | Północ – 117                | Północ – 117 | 119 – Południe   | 119 – Południe    | 119 – Południe         | 119 – Południe |
| Zawodnik          | Kraj                 | Klub                        | Pkt          | Zawodnik         | Kraj              | Klub                   | Pkt            |
| ----------------- | -------------------- | --------------------------- | ------------ | ---------------- | ----------------- | ---------------------- | -------------- |
| Cameron Bennerman | Stany Zjednoczone    | Energa Czarni Słupsk        | 22           | Harding Nana     | Kamerun           | Polonia Azbud Warszawa | 26             |
| Bryan Davis       | Stany Zjednoczone    | Energa Czarni Słupsk        | 19           | Walter Hodge     | /                 | Stelmet Zielona Góra   | 12             |
| Ratko Varda       | Bośnia i Hercegowina | Asseco Prokom Gdynia        | 19           | Tony Easley      | Stany Zjednoczone | Polonia Azbud Warszawa | 12             |
| Daniel Ewing      | Stany Zjednoczone    | Asseco Prokom Gdynia        | 13           | Andrzej Pluta    | Polska            | Anwil Włocławek        | 11             |
| Ted Scott         | Stany Zjednoczone    | Kotwica Kołobrzeg           | 8            | Darnell Hinson   | Stany Zjednoczone | Polonia Azbud Warszawa | 11             |
| Michael Hicks     | Stany Zjednoczone    | Polpharma Starogard Gdański | 8            | Eddie Miller     | Stany Zjednoczone | PBG Basket Poznań      | 10             |
| Adam Waczyński    | Polska               | Trefl Sopot                 | 8            | Chris Burgess    | Stany Zjednoczone | Stelmet Zielona Góra   | 9              |
| Filip Dylewicz    | Polska               | Trefl Sopot                 | 7            | Nikola Jovanović | Serbia            | Anwil Włocławek        | 8              |
| Zbigniew Białek   | Polska               | Energa Czarni Słupsk        | 6            | Ivan Koljević    | Czarnogóra        | PGE Turów Zgorzelec    | 7              |
| Igor Miličić      | /                    | AZS Koszalin                | 5            | Jakub Dłoniak    | Polska            | Stelmet Zielona Góra   | 7              |
| Slaviša Bogavac   | Serbia               | AZS Koszalin                | 3            | Torey Thomas     | Stany Zjednoczone | PGE Turów Zgorzelec    | 3              |
|                   |                      |                             |              | Marko Brkić      | Serbia            | PGE Turów Zgorzelec    | 3              |

#### Przebieg

##### Przed meczem
Mecz Gwiazd Polskiej Ligi Koszykówki 2011 rozpoczęła oficjalna prezentacja, która zaczęła się o godzinie 17:50. Poprzedził ją pokaz gry na skrzypcach połączony z pokazem laserowym. Po jego zakończeniu zaprezentowano składy obu zespołów. Każdy zawodnik z osobna wychodził zza specjalnego rozsuwanego ekranu, po czym schodził na parkiet po schodach wyłożonych czerwonych dywanem. Następnie prezes Polskiej Ligi Koszykówki Jacek Jakubowski oraz prezydent Kalisza Janusz Pęcherz dokonali oficjalnego otwarcia imprezy.

##### I kwarta

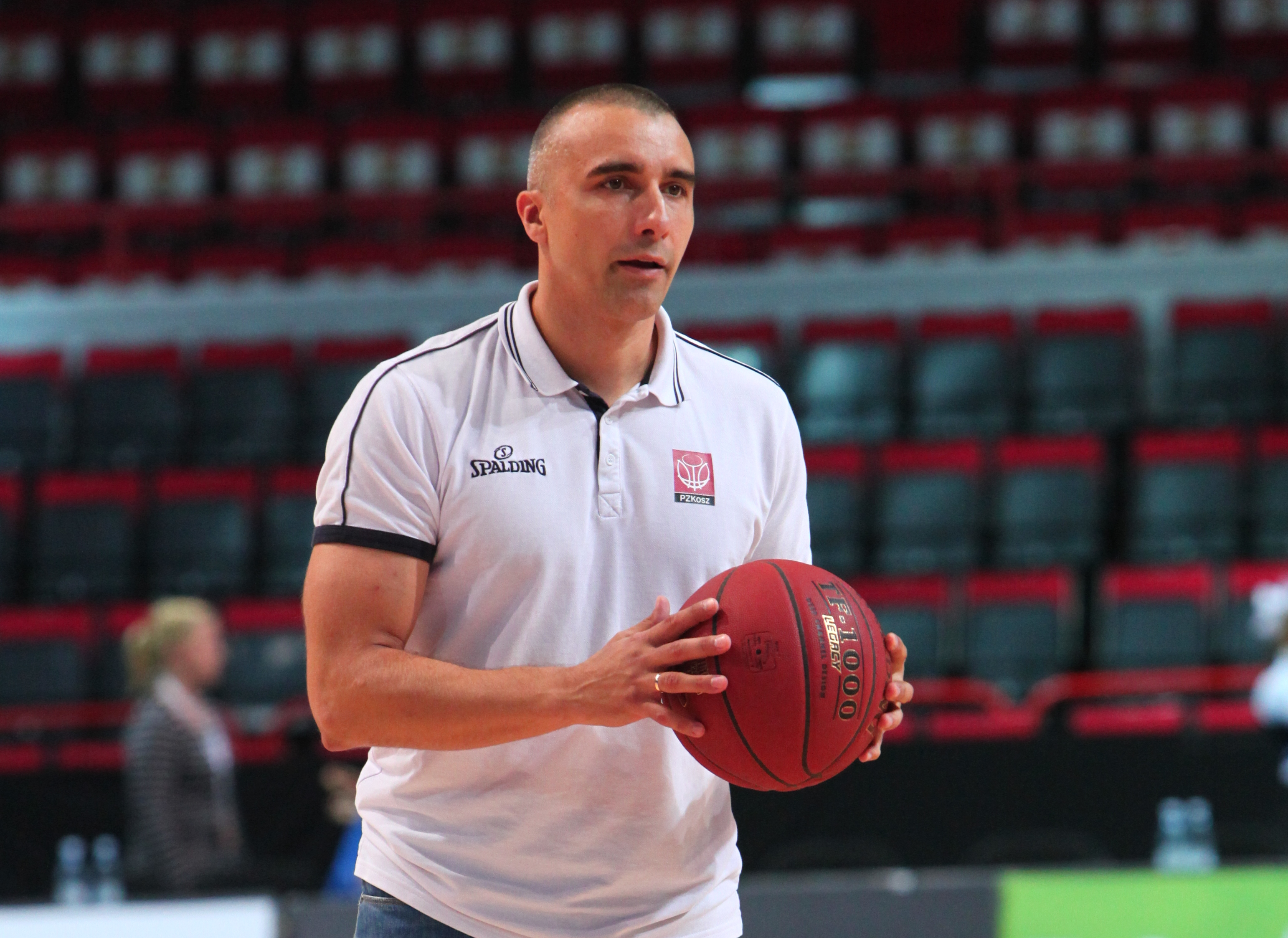
Andrzej Pluta

Pierwsza kwarta meczu rozpoczęła się o godzinie 18:21. Jako pierwszy punkty zdobył Andrzej Pluta, który w kolejnej akcji zagrał alley oopa z Hardingiem Naną. Następnie celny rzut za 3 punkty oddał Cameron Bennerman, a po 2 punkty zdobyli Jakub Dłoniak i Walter Hodge. Przy stanie 12:8 dla drużyny Południa doszło do pierwszej przerwy w grze, o którą, zgodnie z przedmeczowymi ustaleniami, poprosiły cheerleaderki z Wrocławia. W dalszej części kwarty, dzięki celnym rzutom za 3 punkty Michaela Hicksa i Bennermana zespół z północy zmniejszył stratę do rywali, a po udanym wsadzie Bryana Davisa i celnym rzucie za 3 punkty Hicksa 4 minuty przed końcem kwarty wyszedł na prowadzenie 19:16. Oba zespoły symulowały grę w obronie, w związku z czym grały efektownie i zdobywały wiele punktów. Pierwsza kwarta, w której Nana zdobył 13 punktów, zakończyła się prowadzeniem Północy 29:27.

##### II kwarta

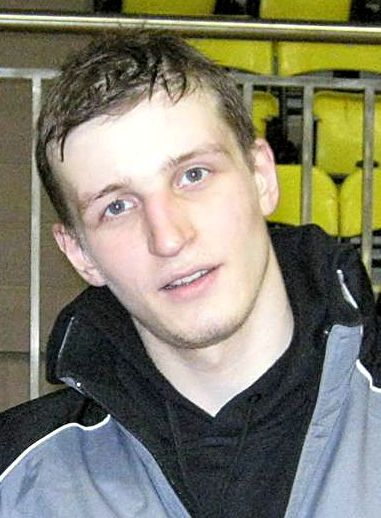
Adam Waczyński

Druga kwarta rozpoczęła się od kilku wspólnych akcji Adama Waczyńskiego i Filipa Dylewicza. W ciągu pierwszych dwóch minut Waczyński zdobył 6 punktów. Następnie kilka wsadów wykonali Daniel Ewing, Ted Scott i Tony Easley, dzięki czemu po pięciu minutach gry w drugiej części meczu przewaga Północy wzrosła do 10 punktów. W drugim fragmencie kwarty najefektowniejszą akcję tej części meczu wykonał Bennerman, który dostał podanie nad obręcz od Michaela Hicksa i wykonał wsad tyłem do kosza. Na 2 minuty przed końcem kwarty, po celnych rzutach za 3 punkty Pluty i Marko Brkicia oraz udanym kontrataku zespołu Południa przewaga Północy spadła do 4 punktów. Mimo tego, w końcówce ponownie wzrosła i kwarta zakończyła się prowadzeniem Północy nad Południem 63:55.

##### III kwarta

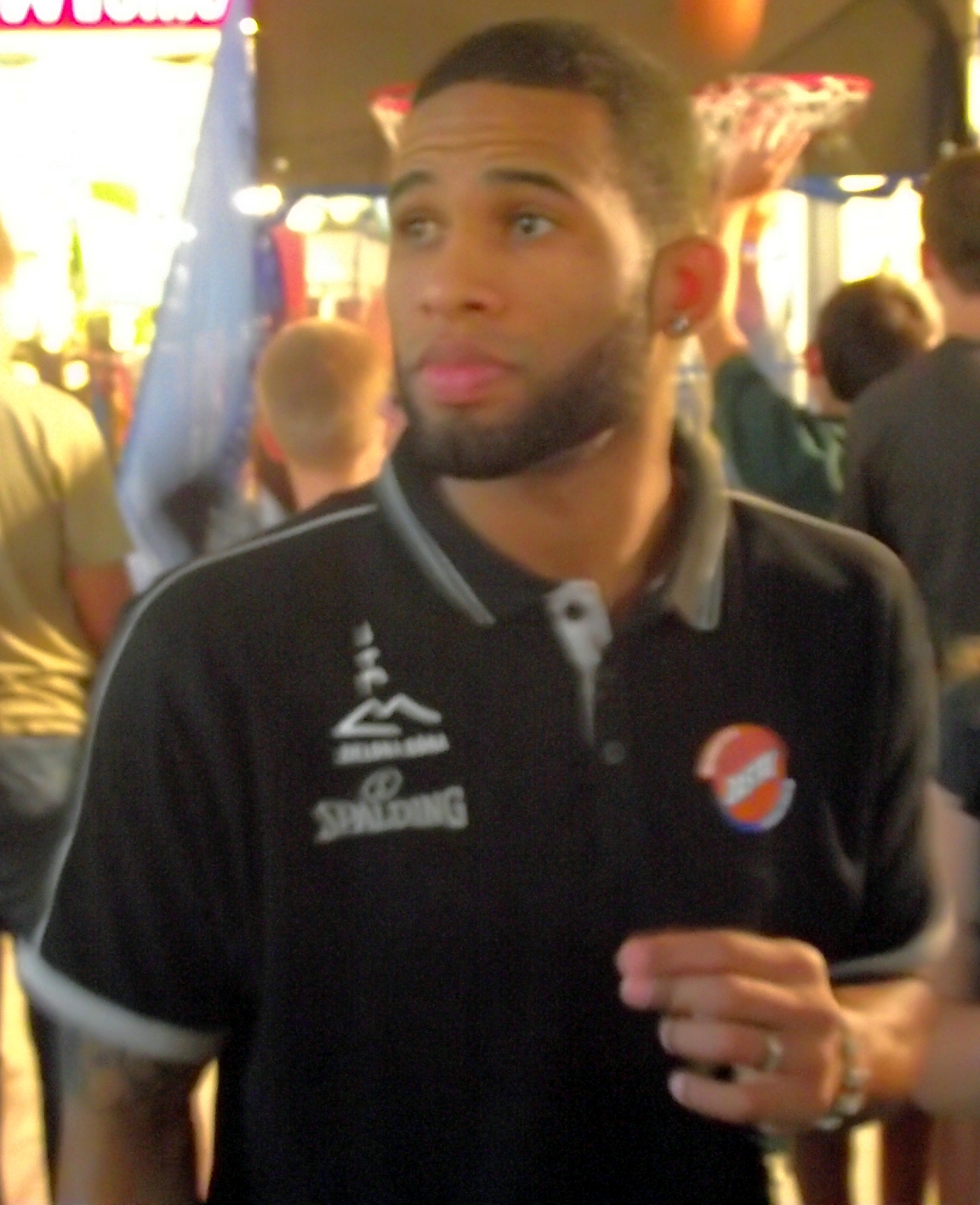
Walter Hodge

Trzecia kwarta rozpoczęła się od kolejnego wsadu Bennermana. Wkrótce prowadzenie Północy wzrosło do 13 punktów (70:57), ale Południe zaczęło odrabiać straty. Po 4 celnych rzutach za 3 punkty drużyny Południa z rzędu i bloku Nany, po którym Hodge zdobył punkty z kontrataku przewaga Północy spadła do 1 punktu. Po czasie i kolejnym udanym kontrataku Hodge'a Południe objęło jednopunktowe prowadzenie. Dzięki dobrej grze w wykonaniu jego i Nany zespół Południa zakończył tę część meczu prowadzeniem 90:88.

##### IV kwarta
W czwartej kwarcie oba zespoły zaczęły bronić nieco agresywniej niż we wcześniejszej fazie meczu, jednak mimo to prowadzenie w meczu zmieniało się bardzo często. Wsad Bennermana 90 sekund przed końcem meczu doprowadził do remisu po 110 punktów. Po tej akcji pięć punktów z rzędu zdobył Chris Burgess, dzięki czemu Południe wyszło na prowadzenie 115:110. Po dwóch udanych akcjach koszykarzy Północy grających na co dzień w Enerdze Czarnych Słupsk przewaga Południa spadła do 1 punktu. 13 sekund przed końcem przy celnym rzucie faulowany był Darnell Hinson, który nie wykorzystał dodatkowego rzutu osobistego, jednak piłkę zebrał Nana, która został sfaulowany. Po 2 celnych rzutach osobistych Kameruńczyka Południe objęło prowadzenie 119:114. W ostatniej akcji meczu, równo z końcową syreną, 3 punkty zdobył Bennerman. Mecz zakończył się zwycięstwem Południa nad Północą 119 do 117, a tytuł MVP spotkania przyznano Hardingowi Nanie.

## Sponsorzy
Sponsorami Meczu Gwiazd PLK 2011 były: miasto Kalisz oraz firmy Tauron Polska Energia, Multimedia Polska, Echo Investment i Winiary. Ponadto sponsorem konkursu rzutów za 3 punkty była firma Spalding, a konkursu wsadów firma Tissot.